# Église Saint-Martin de Chipilly
L'église Saint-Martin de Chipilly est située sur le territoire de la commune de Chipilly, dans le département de la Somme, à l'est d'Amiens, non loin de Corbie.

## Historique
L'église de Chipilly a été construite en 1824, le fronton de la façade date quant à lui du XVIIIe siècle.

## Caractéristiques
L'église est construite en brique selon un plan basilical traditionnel. Elle se compose d'une nef à bas-côtés et d'un chœur avec abside en cul de four. La façade, d'une grande sobriété, est percée d'un portail, encadrée de deux pilastres de pierre soutenant un fronton triangulaire lui-aussi en pierre. Le clocher, au dessus de la façade se termine par un toit en flèche recouvert d'ardoise. Les fenêtres sont dotées de vitraux modernes.